# Cavalier Youth
Cavalier Youth es el cuarto álbum de estudio de la banda inglesa You Me at Six. El álbum fue lanzado el 27 de enero de 2014 mediante Virgin Records. El álbum fue producido por Neal Avron. El primer sencillo "Lived a Lie" fue lanzado en septiembre de 2013, seguido de "Fresh Start Fever" el cual fue lanzado en diciembre de ese mismo año. El tercer sencillo titulado "Cold Night" fue lanzado el 27 de abril de 2014. El cuarto sencillo del álbum fue "Room to Breathe" el cual se lanzó el 1 de septiembre de ese mismo año. El álbum debutó número 1 en la lista de álbumes de Reino Unido, dándole a la banda su primer número 1 en dicho país. El álbum fue recibido con críticas positivas.

## Lista de canciones
| Cavalier Youth |                              |          |  |
| N.º            | Título                       | Duración |  |
| 1.             | «Too Young to Feel This Old» | 04:11    |  |
| 2.             | «Lived a Lie»                | 03:23    |  |
| 3.             | «Fresh Start Fever»          | 03:36    |  |
| 4.             | «Forgive and Forget»         | 04:00    |  |
| 5.             | «Room to Breathe»            | 03:59    |  |
| 6.             | «Win Some, Lose Some»        | 03:56    |  |
| 7.             | «Cold Night»                 | 04:05    |  |
| 8.             | «Hope for the Best»          | 02:50    |  |
| 9.             | «Love Me Like You Used To»   | 03:04    |  |
| 10.            | «Be Who You Are»             | 01:48    |  |
| 11.            | «Carpe Diem»                 | 03:14    |  |
| 12.            | «Wild Ones»                  | 05:02    |  |
| 41:10          |                              |          |  |

## Personal
You Me at Six
- Josh Franceschi – Voz, letras, teclado
- Chris Miller – Guitarra líder
- Max Helyer – Guitarra rítmica
- Matt Barnes – Bajo
- Dan Flint – Batería, percusión